# زوییش
زوییش مادربزرگ زردشت است که در اسطوره‌ی زایش زرتشت، فر زردشت از اهورامزدا از طریق روشنی بی پایان به خورشید و ماه و ستارگان و در نهایت به آتشی که در خانه‌ی فِراهیم بود میرسد.این فر، از آن آتش هنگامی که زوییش در حال زاییدن دوغدو بود به مادر زردشت رسید.